# Roy Smeck
Roy Smeck, né Leroy Smeck le 6 février 1900, et décédé le 5 avril 1994, était une multi-instrumentiste américain. Son habileté au banjo, à la guitare et au ukulélé lui a valu le surnom de "Magicien des Cordes".

## Début
Né à Reading, en Pennsylvanie, Smeck a débuté sur le circuit du vaudeville. Son style a été influencé par Eddie Lang, Ikey Robinson, le banjoïste Harry Reser, Johnny Marvin et le guitariste steel Sol Hoʻopiʻi. Smeck ne pouvait pas bien chanter, il a donc développé des danses inédites et des jeux de passe-passe pour compléter son numéro.

## Vaudeville
Smeck était l'un des deux seuls artistes de vaudeville à jouer de l'octachord, une guitare lap steel à 8 cordes. Il a été initié à l'instrument par Sam Moore lorsqu'il a joué à l'affiche avec Moore et Davis en 1923.
Comme beaucoup d'artistes de l'époque, il était un grand fan des instruments créés par la C.F. Martin & Company et utilisait une variété de leurs instruments. Smeck n'a pas réussi à obtenir un contrat d'endossement avec Martin, qui a limité son soutien à une réduction de vingt pour cent pour tous les interprètes. En conséquence, il a endossé les guitares Harmony et Gibson et les ukulélés Harmony. Smeck était également connu pour son travail sur le Vita-Uke de la société Harmony, ainsi que sur un certain nombre d'autres versions vendues avec sa signature sur l’headstock.
En plus de jouer du ukulélé avec ses dents, il le jouait derrière son dos ou même avec un archet de violon.

## Radio
Smeck est un artiste radiophonique précoce, qui monte des groupes pour des apparitions dans tout le pays. Presque tous ces groupes portaient son nom dans leur titre, notamment The Roy Smeck Trio, The Roy Smeck Quartet, Roy Smeck and his Vita Trio, Roy Smeck's Novelty Orchestra et Roy Smeck and His Music Men.

## Apparitions Notables
Le 15 avril 1923, Stringed Harmony, un court métrage avec Smeck, réalisé avec le procédé de sonorisation sur pellicule DeForest Phonofilm, est présenté en première au Rivoli Theater de New York.
Le 6 août 1926, Warner Brothers a sorti Don Juan avec John Barrymore, le premier long métrage sorti avec le système de sonorisation Vitaphone. Au programme, un court-métrage intitulé His Pastimes, réalisé en Vitaphone et mettant en vedette Smeck, qui a fait de lui une célébrité instantanée.
Smeck apparaît dans le film Club House Party (1932) avec la star de la chanson Russ Columbo. Il apparaît également avec Columbo dans That Goes Double (1933), qui met en scène Smeck sur un écran divisé en quatre parties, jouant simultanément de la steel guitar, du banjo ténor, du ukulélé et de la guitare à six cordes.
Smeck a joué au bal d'inauguration de la présidence de Franklin D. Roosevelt en 1933, à la revue du couronnement de George VI en 1937, et a fait des tournées dans le monde entier. Il est apparu à la télévision dans des émissions de variétés animées par Ed Sullivan, Steve Allen et Jack Paar. De 1943 à 1945, il a été la tête d'affiche d'un spectacle de l'USO qui a fait la tournée des hôpitaux pour vétérans aux États-Unis, dans un spectacle mettant en vedette les Meri-Maids, avec Marjorie Lynn, originaire de Chicago, célèbre pour sa danse en grange.

## Inventeur et Instructeur
Smeck a conçu et approuvé le Vita-Uke et d'autres instruments à cordes commercialisés par la Harmony Company de Chicago. Il a réalisé plus de 500 enregistrements pour diverses sociétés, dont Edison Records, Victor Talking Machine Company, Columbia Records, Decca Records, Crown Records, RCA Records et d'autres. Il a également écrit des livres d'instructions/méthodes et des arrangements pour les instruments dont il jouait.

## Vie ultérieure et reconnaissance
Un documentaire d'Alan Edelstein et Peter Friedman, The Wizard of the Strings (1985), a été nommé pour l'Oscar du meilleur documentaire et a remporté un prix lors de la cérémonie des Student Academy Awards.
Smeck est décédé à New York à l'âge de 94 ans.
En 1998, il a été intronisé au Ukulele Hall of Fame. Sa citation disait notamment "Le Magicien des Cordes" a conquis le cœur et l'esprit du public pendant plus de six décennies". En 2001, il a été intronisé à titre posthume au National Four-String Banjo Hall of Fame.